# Newton (Nueva Jersey)
Newton es un pueblo ubicado en el condado de Sussex en el estado estadounidense de Nueva Jersey. En el año 2020 tenía una población de 8,374 habitantes y una densidad poblacional de 999 personas por km².

## Geografía
Newton se encuentra ubicado en las coordenadas 41°03′17″N 74°45′13″O / 41.05472, -74.75361.

## Demografía
Según la Oficina del Censo en 2000 los ingresos medios por hogar en la localidad eran de $44,667 y los ingresos medios por familia eran $56,484. Los hombres tenían unos ingresos medios de $41,089 frente a los $30,016 para las mujeres. La renta per cápita para la localidad era de $20,577. Alrededor del 11.2% de la población estaba por debajo del umbral de pobreza.